# Гепатит
Гепати́т (грец. ἡπατῖτις від грец. ἥπαρ, «печінка») — загальна назва гострих та хронічних дифузних запальних захворювань печінки різної етіології. Деякі люди і тварини з гепатитом не мають симптомів, тоді як у інших з'являється жовте забарвлення шкіри та склер (жовтяниця), поганий апетит, блювання, втома  тощо. Гепатит є гострим, якщо він зникає протягом шести місяців, і хронічним, якщо хвороба триває більше шести місяців. Гострий гепатит може зникнути сам по собі, перейти у хронічну форму або (рідко) призвести до гострої печінкової недостатності. Хронічний гепатит може прогресувати до рубцювання печінки (цирозу), печінкової недостатності та раку печінки.

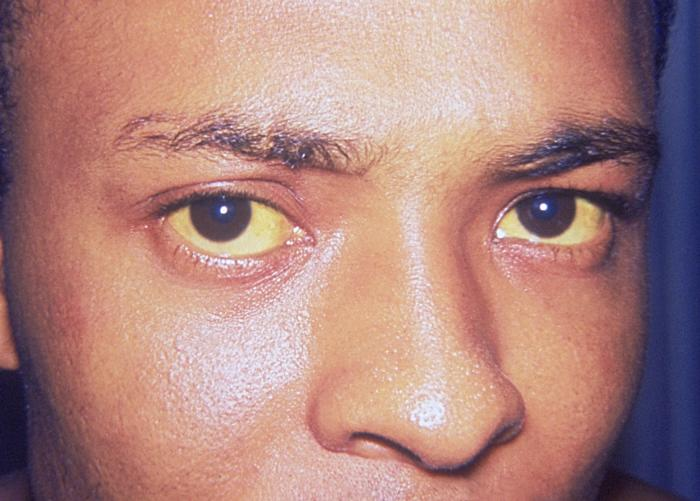
Жовтяниця із забарвленням склер

Найчастіше гепатит спричинюють віруси гепатитів A, B, C, D і E. Серед інших причин — інтенсивне вживання алкоголю, деяких ліків, токсинів, деякі інші інфекційні хвороби, автоімунні захворювання та неалкогольний стеатогепатит (НАСГ). Гепатити А та Е передаються переважно через заражену їжу та воду. Гепатит B в основному передається через кров і статевим шляхом, але також може передаватися від матері до дитини під час вагітності або пологів. Гепатит С зазвичай передається через інфіковану кров, що може зокрема виникнути під час спільного використання голок у споживачів внутрішньовенних наркотиків. Гепатитом D можна заразити лише люди, які вже інфіковані вірусом гепатиту B.
Гепатитам A, B і D можна запобігти за допомогою імунізації. Ліки можуть використовуватися для лікування хронічного вірусного гепатиту. Противірусні препарати рекомендуються усім хворим на хронічний гепатит С, за винятком тих, у яких є цироз печінки, що обмежує тривалість життя. Специфічного лікування НАСГ не існує; однак рекомендується адекватна фізична активність, здорове харчування та схуднення. Автоімунний гепатит лікується за допомогою ліків для придушення імунної системи. Трансплантація печінки може бути варіантом як при гострій, так і при хронічній печінковій недостатності.
У всьому світі в 2015 році гепатитом А були заражені близько 114 мільйонів людей, хронічним гепатитом B — близько 343 мільйонів людей, а хронічним гепатитом C — близько 142 мільйонів людей. У Сполучених Штатах, НАСГ уражає близько 11 мільйонів людей, а алкогольний гепатит — близько 5 мільйонів людей. Гепатит призводить до більш ніж мільйона смертей на рік, більшість з яких унаслідок опосередковано від цирозу або раку печінки. У Сполучених Штатах, за оцінками, гепатит А виявляється приблизно у 2500 осіб на рік і призводить до близько 75 смертей.

## Етіологія
Гепатит може бути зумовлений різними факторами (гепатотропними), що пошкоджують паренхіму печінки.
Етіотропна класифікація гепатитів включає:

### Гепатити інфекційного походження

#### Вірусні гепатити
- Гепатит А
- Гепатит B
- Гепатит C
- Гепатит D
- Гепатит E
- гепатити, спричинені іншими вірусами (SEN, TTV, канадського лісового байбака, пекінської качки тощо)[26]

#### Інші інфекційні хвороби
- Гепатит як один з клінічних проявів[27]: жовтої гарячки, гарячки Ласса, гарячки Ебола, гарячки Марбург, герпесвірусних інфекцій, СНІДу тощо.
- Бактеріальні ураження: гепатит при лептоспірозі, сифілісі.

### Токсичний гепатит
- Гострий алкогольний гепатит
- Алкогольна хвороба печінки
- Медикаментозний гепатит
- Гепатити при отруєнні різними хімічними речовинами.

### Інше
- Неалкогольний стеатогепатит
- Променевий гепатит (компонент променевої хвороби)
- Гепатити як наслідок автоімунних захворювань

## Клінічні аспекти гепатитів
Виділяють дві основні форми клінічного перебігу гепатитів: гостру та хронічну.

### Гостра форма
Гостра форма притаманна для вірусних гепатитів (А, Е, В), а також для алкогольних гепатитів, тих, які спричинюють певні токсичні речовини. При гострій формі розвитку гепатиту спостерігається помітне погіршення загального стану хворого, розвиток ознак загальної інтоксикації організму та порушення функції печінки, а також підвищення активності амінотрансфераз (АЛТ, АСТ) і рівня загального білірубіну і його фракцій.
Гострий гепатит, як правило, закінчується повним одужанням хворого, однак у деяких випадках спостерігається перехід гострої форми хвороби у хронічну.

### Хронічна форма
Хронічна форма може розвиватися самостійно (наприклад, при хронічному отруєнні етиловим спиртом), або продовжувати розвиток гострого гепатиту, або одразу первинно формується, як при гепатиті C, та може тривалий час перебігати безсимптомно.
Один з найпоширеніших та виснажуючих проявів серед хворих гепатитом — це втома, універсальний симптом для усіх типів захворювань печінки, який не обов'язково корелює із гостротою хвороби печінки. Відмічають стійке збільшення розмірів печінки, тупий біль у правому підребер'ї, непереносимість жирної їжі тощо. При хронічному гепатиті клітини печінки поступово заміщуються сполучною тканиною, так що у більшості випадків хронічний гепатит, що не лікували, призводить до розвитку цирозу печінки. Пацієнти з хронічним гепатитом схильні до високого ризику розвитку первинного раку печінки.

## Основні принципи лікування
Велике значення має дотримання лікувального режиму — виключення алкоголю, контакту з гепатотоксичними речовинами і ліками, виключення значного фізичного і психоемоційного навантаження. Протипоказані жовчогінні препарати, анальгетики, транквілізатори, седативні засоби, фізіотерапевтичні процедури на область печінки, бальнеотерапія.
Хронічні вірусні гепатити B, С, D необхідно лікувати за допомогою противірусної терапії. Лікування в нашій країні проводиться досвідченим інфекціоністом, існує державна програма лікування таких хворих.